# 加买清真寺
加买清真寺是中国新疆和田市的主要清真寺。它建于1870年，贊助者为短暂存在的和田汗国的统治者哈比布拉汗。

## 和田市其它清真寺
- 阿特巴扎清真寺
- 艾依提喀清真寺
- 菜其清真寺
- 加曼清真寺
- 和田市加买清真寺[2]